# Synophrus politus
Synophrus politus är en stekelart som beskrevs av Hartig 1843. Synophrus politus ingår i släktet Synophrus och familjen gallsteklar. Inga underarter finns listade i Catalogue of Life.